# Goethalsia bella
Goethalsia bella е вид птица от семейство Колиброви (Trochilidae), единствен представител на род Goethalsia. Видът е почти застрашен от изчезване.

## Разпространение
Видът е разпространен в Колумбия и Панама.